# Dubysa
Dubysa er med en længde af på 131 km den 15. længste flod i Litauen i den historiske landsdel Žemaitija. Den udspringer kun få kilometer fra Rėkyva sø nær Šiauliai by. Først løber floden mod syd, men ved Lyduvėnai drejer den mod sydøst og nær Ariogala sydvest. De første par kilometer Dybysa er også kendt som Genupis eller Šventupis.
Dubysa har omkring 40 bifloder, hvoraf de største er Kražantė, Šiaušė, Gryžuva og Gynėvė. Kražantė (86 km) er næsten dobbelt så lang som den øvre del af Dubysa 47 km før sammenløbet. Selvom Kražantės bassin er noget mindre, bør den betragtes som den vigtigste flod. Dubysa tilstrømmes hovedsagligt af regn og smeltevand, derfor ændrer vandstanden sig hurtigt. Den maksimale dybde er ca 4 m.
Dubysa dalen er en af de dybeste og bredeste i Litauen, den når 20-40 meters dybde og en bredde på 300-500 meter. Dalen blev dannet i løbet af den seneste istid. Over dalen nær Lyduvėnai findes den højeste og længste jernbanebro i Litauen. Broen blev først bygget af tyskerne under 1. verdenskrig. I 1918 erstattedes den af en bro af jern.
Dubysa er forbundet med Ventafloden af en forladt kanal, der påbegyndtes af myndighederne i det russiske imperium i 1825. Kanalen er 15 m lang og skulle have haft 20 sluser. Hensigten var at forbinde Nemunasfloden med Østersøen via havnen i Ventspils. Den nederste del af Nemunas var da under preussisk kontrol. Arbejdet blev afbrudt af opstanden i 1831. Arbejdet blev genoptaget i begyndelsen af 1900-tallet, men blev afbrudt igen af 1. verdenskrig. Efter krigen var der ikke behov for kanalen eftersom Litauen fik kontrol over Klaipėda-regionen og den nedre del af Nemunas. Kanalen var baseret på Kartuva åen.

## Naturparker ved Dubysa
- Kurtuvenai regionalpark (litauisk: Kurtuvėnų regioninis parkas) (Natura 2000 område) blev etableret i 1992 for at beskytte bakke- og sølandskabet ved Kurtuvenai med skovklædte omgivelser, det naturlige økosystem og kulturarven og skabe gode rekreative forhold. Parken dækker 17.252 ha, herunder 12.130 ha skov.[2]
- Dubysa fiskereservat (litauisk: Dubysos ichtiologinis draustinis) (Natura 2000 område) blev oprettet i 1974 for at beskytte gydeområderne for aborre, havørred, laks vimba, en karpefisk og ca. 25 andre fiskearter samt odder og isfugl. Fredningen beskytter Dubysa nedenfor Ariogala ned til dens udmunding (ca. 25 km af floden). I fjernt beliggende områder findes sorte storke[3]
- Dubysa regionalpark (litauisk: Dubysos regioninis parkas) blev oprettet i 1992 for at beskytte Dubysadalen, landskabet og den kulturelle arv, herunder fødestedet for digteren Maironis og gydesteder for laks og havørred. Parken dækker 10.571 ha i Kelme og Raseiniai distriktskommuner. Parken er kendt for hjorte opfordrer til øko-turisme.[4]